# Mensurální notace

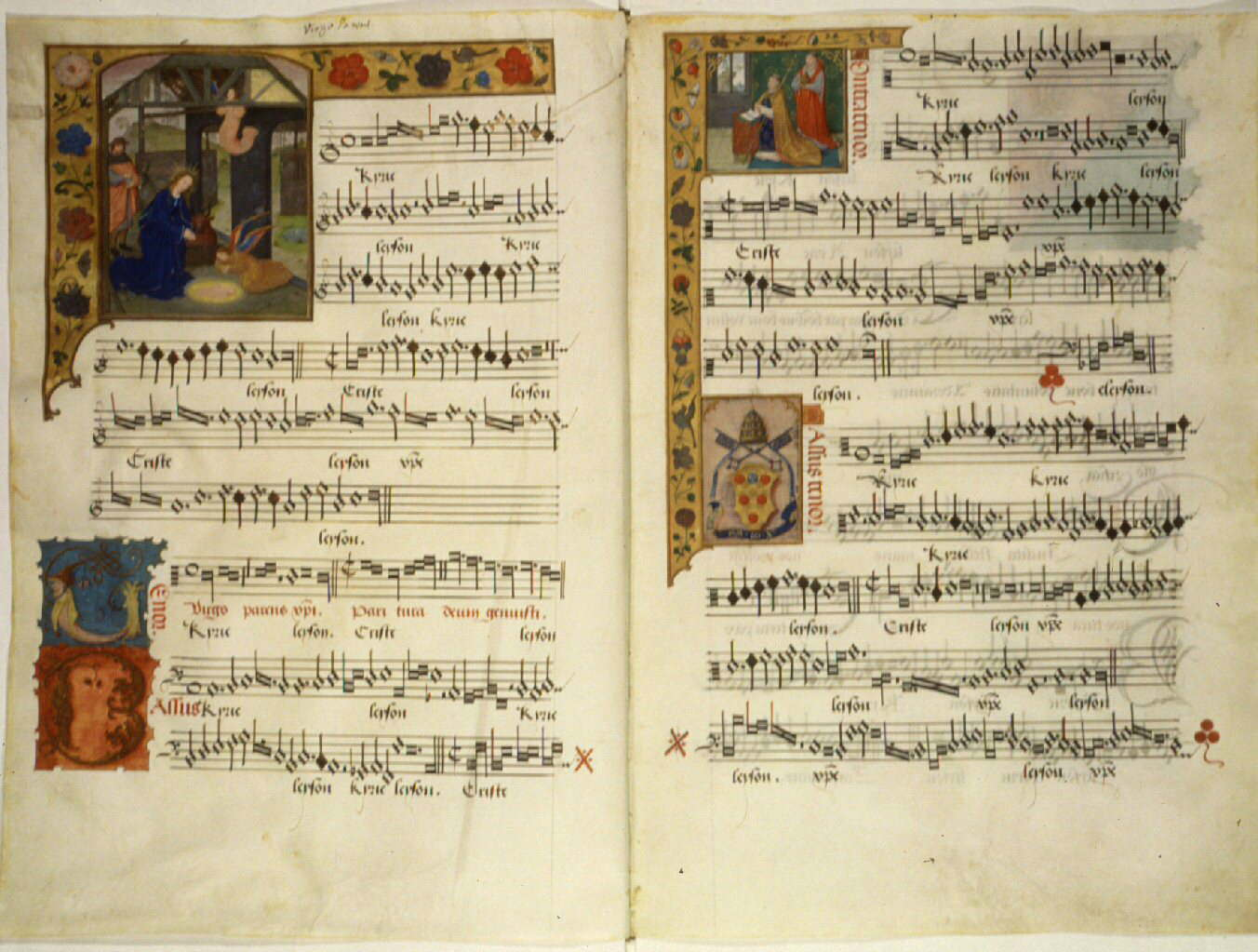
Rukopis z počátku 16. století v mensurální notaci (Kyrie od J. Barbireaua)

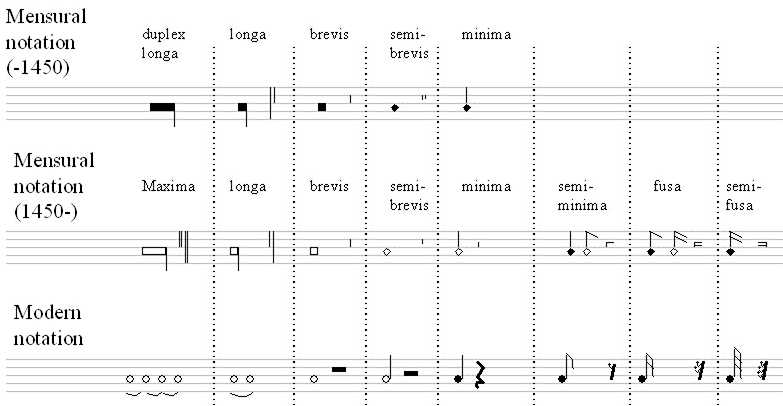
Mensurální notace: nahoře černá, uprostřed bílá. V dolním řádku je přepis do současné notace

Mensurální notace (mensura = latinsky míra, tj. měřitelná notace, někdy též frankonská notace podle jejího zakladatele Franka Kolínského) je systém hudebního zápisu (hudební notace), v praxi používaný v evropské vokální polyfonní hudbě od druhé poloviny 13. století do doby kolem roku 1600.
Výraz „mensurální“ naznačuje schopnost tohoto systém přesně zaznamenat rytmickou hodnotu (trvání) pomocí numerických proporcí mezi jednotlivými notovými hodnotami. Moderní pojem mensurální notace má původ v terminologii středověkých teoretiků, kteří používali termínů jako musica mensurata („měřená či měřitelná hudba“), či cantus mensurabilis („měřitelný zpěv“) k vyjádření tehdy nové rytmicky vymezené polyfonní hudby, jako protiklad k dobovým termínům musica plana či musica choralis, tj., prostý gregoriánský zpěv – cantus planus. Souběžně s mensurální notací užívanou zejména pro skladby v tradiční formě vokální polyfonie si cantus planus po staletí zachoval svůj vlastní starý systém neumové notace, zatímco některé čistě instrumentální skladby mohly být zapisovány v tabulaturách (speciální notace pro jednotlivé hudební nástroje).
Zásadní inovací mensurální notace bylo systematické používání různých tvarů not k rozlišení jejich rytmické hodnoty, hierarchicky uspořádané podle vzájemných numerických vztahů. Mensurální notace se lišila od dnešního systému v tom, že jejich hodnoty byly závislé na kontextu skladby. V některých případech mohla mít táž nota dvoj- nebo trojnásobnou hodnotu následující menší noty, zatímco v moderní notaci jsou tyto vztahy vždy pouze binární. Zda měla být nota chápána jako nota ternaria (trojná tzn. „dokonalá“) nebo binaria (dvojná tzn. „nedokonalá“), záviselo zčásti na kontextu a částečně na systému mensurálních značek podobných dnešnímu taktovému předznamenání. Zároveň zde existoval ucelený systém dočasně zvyšující hodnotu noty dle proporčních faktorů, např. 2:1 nebo 3:2.
Mensurální notace neznala taktové čáry a někdy využívala zvláštních notových spřežek (ligatury) přejatých ze starší středověké notace. Na rozdíl od prvních pokusů o zápis polyfonní hudby a na rozdíl od moderní praxe se mensurální notace obvykle nepsala do jedné partitury pod sebou, nýbrž děleně na jednotlivé hlasy.
Mensurální notace byla podrobně popsána a kodifikována současnými teoretiky. Jelikož byly tyto spisy, podobně jako většina středověkých vědeckých pojednání, psány latinsky, mnoho výrazů tohoto systému se stále obvykle označuje jejich latinskými názvy.

## Dějiny
Mensurální notace (mensura = míra, měření) vznikla zdokonalením starší metody chorální rytmické notace (nota quadrata) v rámci opakujících se neměnných vzorců, tzv. rytmických modů, které vznikly ve Francii kolem roku 1200. Pravidla způsobu notace umožňujícího rytmický zápis hudby formuloval kolem roku 1280 ve svém traktátu Ars cantus mensurabilis Franko Kolínský. Po něm je pojmenována první charakteristika černé mensurální notace jako frankonská notace.
Značně zdokonalený systém umožňující větší rozsah záznamu rytmických hodnot vznikl ve Francii v době rozvoje nového proudu Ars nova ve 14. století, zatímco italská hudba 14. století se vyvíjela vlastní, poněkud odlišnou cestou. Kolem roku 1400 se francouzský systém ujal ve zbytku Evropy a postupně se stal standardním způsobem notace renesanční hudby 15. a 16. století. Po roce 1600 se mensurální notace postupně vyvinula do moderní (taktované) notace.

## Vývojové fáze
- První fází vývoje byla černá mensurální notace (asi 1230–1430)
- druhým stadiem pak bílá mensurální notace (přibl. 1430–1600).

## Černá mensurální notace (asi 1230–1430)
Kolem roku 1280 Franko Kolínský formuloval pravidla tohoto notačního způsobu ve svém traktátu Ars cantus mensurabilis. Po něm je pojmenována první podoba černé mensurální notace frankonská notace. S pomocí frankonské notace bylo poprvé možné poprvé jednoznačně zapsat délkové hodnoty (trvání) v hudbě. Nejdůležitějšími notovými znaménky byly brevis a longa. V tehdejší době byl základní rytmus třídobý, proto má longa trvání tří breves (jedná se o tzv. perfektní longa / longa perfecta). V rámci určitého seskupování not může mít také hodnotu dvou breves (tedy imperfektní / longa imperfekta), tak např. ve sledu longa – brevis – longa – brevis …, v němž (vždy nedokonalá) longa (2 doby) a brevis (1 doba) dohromady tvoří třídobou jednotku. Rovněž tak mohou jiné notové hodnoty být dvakrát nebo třikrát tak dlouhé, než nejbližší menší notová hodnota. Následující vyobrazení představuje všechny notové hodnoty frankonské notace, počínaje největšími.

## Notové hodnoty
Maxima čili longa duplex —  longa —  brevis —  semibrevis
| Maxima     | Mx | elongated black rectangle with a descending stroke on the right | elongated black rectangle with a descending stroke on the right | elongated hollow rectangle with a descending stroke on the right                                 |                                                            |
| Longa      | L  | black square with a descending stroke on the right              | black square with a descending stroke on the right              | hollow square with a descending stroke on the right                                              |                                                            |
| Brevis     | B  | black square                                                    | black square                                                    | hollow square                                                                                    | hollow ellipsis with straight vertical strokes on the side |
| Semibrevis | Sb | black lozenge                                                   | black lozenge                                                   | hollow lozenge                                                                                   | hollow ellipsis                                            |
| Minima     | Mn |                                                                 | black lozenge with upward stem                                  | hollow lozenge with upward stem                                                                  | hollow ellipsis with upward stem                           |
| Semiminima | Sm |                                                                 | black lozenge with upward stem and flag                         | black lozenge with upward stem · hollow lozenge with upward stem and flag                        | black ellipsis with upward stem                            |
| Fusa       | F  |                                                                 | black lozenge with upward stem and double flag                  | black lozenge with upward stem and single flag · hollow lozenge with upward stem and double flag | black ellipsis with upward stem and single flag            |
| Semifusa   | Sf |                                                                 |                                                                 | black lozenge with upward stem and double flag                                                   | black ellipsis with upward stem and double flag            |

Systém notových typů používaných v mensurální notaci úzce souvisí s moderním systémem. Mensurální nota brevis je předchůdcem moderní dvojcelé noty (brevis). Podobně semibrevis odpovídá celé notě (semibrevis), minima notě půlové (minima), semiminima notě čtvrťové a fusa notě osminové. Velmi zřídka používala mensurální notace menších hodnot, jako jsou semifusa (odpovídající šestnáctinové notě). Naopak zde byly dvě noty s větší hodnotou – longa (čtyřnásobek celé noty) a maxima (nebo též duplex longa), které se dnes již nepoužívají.
Přes tyto nominální shody, však měly mensurální noty podstatně kratší hodnotu trvání, než v moderní notaci. V době od 14. do 16. století autoři skladeb zaváděli nové tvary not pro stále menší rytmické hodnoty a starší noty s dlouhou hodnotou se odpovídajícím způsobem zpomalovaly. Základní metrický vztah long to a short beat shifted z longa–brevis ve 13. století, k brevis–semibrevis ve 14., a semibrevis–minima na konci 15. století a konečně ke vzorci minima–semiminima (tj., půlových a čtvrťových not, neboli minima a crotchet) v moderní notaci. Tím pádem se semibrevis, původně nejkratší ze všech užívaných notových hodnot, se nyní stala celou notou, běžně užívanou nejdelší hodnotou moderního zápisu.
Původně byly všechny noty psány plné, tzn. se zcela vyplněnými hlavičkami („černá notace“). V polovině 15. století začali písaři používat prázdné hlavičky not („bílá notace“), přičemž černé hlavičky not se zachovaly pouze pro vyjádření nejmenších hodnot. Tato změna byla způsobena pravděpodobně přechodem z velmi drahého pergamenového podkladu na papírový, který byl jemnější, a nebyl tudíž tolik vhodný pro vyplňování větších ploch inkoustem.

### Ligatury
Ligatury jsou skupinky not graficky svázaných (ligare = latinsky svázat, spojit), čímž je obvykle naznačen melismatický zpěv na téže slabice na několika tónech/notách. Ligaturové tvary existují pouze pro noty s hodnotou od semibrevis výše. Jejich použití v mensurální je přesah ze staršího modálního rytmického systému, z něhož převzaly některé rytmické vlastnosti.
Rytmické hodnoty ligatur v modální notaci byly založené na metrickém základu ligaturních neum, které se dříve používaly pro záznam gregoriánského chorálu. V modální notaci ligatury představovaly pravidelné rytmické sekvence krátkých a dlouhých not, které obvykle zahrnovaly skupinky jedné či více počátečních krátkých not (tj., breves) a jednu dlouhou notu finální (tj., longu). V mensurální notaci toto pravidlo zevšeobecnělo, přičemž všechny ostatní rytmické kombinace byly chápány jako odklon od tohoto základního vzorce. Ve středověké terminologii byla ligatura chápána jako perfectio („perfekce“), jestliže finální nota byla longa (L), ligatura pak měla proprietas (cum proprietate – tzn. „svou [normální] vlastnost“), jestliže její první nota byla brevis (B).
Stejně tak dvojice not B–L (cum proprietate et cum perfectione) mohla být zapsána nejzákladnějším ligaturním tvarem, přejatým z cantu planu, totiž klesající clivis () a stoupající podatus (). Podobně skupinky tří not B–B–L mohly být zapsány některou z přejatých ternarií (neumou o třech notách), např. porrectus (, směr dolů–nahoru), torculus (, směr vzhůru a dolů), nebo scandicus (, směr vzhůru–vzhůru).
Pokud měla být výjimečně první nota longa, naznačovalo se to obrácením její vizuální „vlastnosti“, zejména užití počáteční nožičky: u kleasjící clivis se nožička směrem dolů odebrala (), přičemž se naopak jiná přidala ke stoupajícímu podatu ( nebo ).

## Proporce a kolorace
Jednotlivé skladby nebyly omezeny na jeden druh temp a prolatií. Metra mohla být prodlužována i v průběhu skladby, buď vložením nového mensuračního znaménka, nebo užitím číselné proporce. „3“ značí, že všechny noty se zkracují na 1/3 původní hodnoty, „2“ znamená dvojité tempo. Zlomek „3⁄2“ značí tři ve dvou dobách atd. Proporcí 2 se obvykle rozumí stejný efekt, jako použití dělicího znaménka se svislou nožičkou ( = ).
Užití číselné proporce může být spojeno s užitím jiných základních mensur v poměrně obsáhlý systém. To vedlo k mnoha pochybnostem a kontroverzí ohledně správné interpretace těchto notačních systémů, a to jak v soudobé teorii, tak v moderní muzikologii.
| a) |
| b) |
| c) |
| d) |

Dalším způsobem změny metrické hodnoty not je kolorace. Tato metoda spočívala skutečně v barevném označení rytmicky odlišných not. V raném období, kdy běžné noty byly černé, se odlišné noty zapisovaly červeně, nebo (později) s prázdnou hlavičkou. V pozdějším období, tomu bylo přesně naopak. Obyčejné noty byly prázdné, a zvláštní noty byly plné (černé). V obou případech byly „kolorované“ noty chápány jako 2⁄3 původní hodnoty a jsou vždy imperfektní vzhledem k jejich dalšímu menšímu dělení.
Kolorace použitá ve skupince breves (př. [a]) se nazývá color temporis, ve skupince semibreves (př. [b–c]) je color prolationis. Výsledný rytmický efekt, vyjádřený v moderní notaci, se poněkud liší podle toho, zda dotyčné noty byly původně perfektní nebo imperfektní vzhledem k základní mensuraci skladby. Použitá u perfektních not (př. [a–b]), vytvoří kolorace efekt hemioly: tři binární rytmické skupinky namísto obvyklých dvou ternarií, avšak s nejbližšími menšími časovými jednotkami (semibreves in [a], minims in [b]) zůstaly konstantní. Při použití u not, které vzhledem ke své původní hodnotě již byly imperfektní (př. [c]), bude kolorace znít jako skupinka triol, se všemi rytmickými jednotkami zmenšenými o 2/3 hodnoty. Jiný zvláštní případ kolorace byla aplikace na skupinku jedné semibrevis následované minimami, zvanými color minor (př. [d]). Ačkoli bychom logicky očekávali triolové skupinky (), naproti tomu se konvenčně ustálily jako tečkovaná skupinka shodná s tečkovanými minimami a semiminimami (všimněte si, že v kontextu bílé notace, vypadaly kolorované – tj. začerněné – verze minimy ve skupince color minor jako normální semiminima , ale nominálně se jednalo o jiný typ noty.)
Kolorované noty (tehdy psané červeně) poprvé použil Philippe de Vitry, a ty se rozvinuly v tzv. ars subtilior na konci 14. století.
|      |  |
| zvuk |  |

Příklad nahoře, šanson „Belle, bonne, sage“ od Baude Cordiera, napsaný jako rukopis ve tvaru srdíčka, je rytmicky jednotná ukázka artis subtilior. Využívá různé druhy notačních technik kvůli změnám rytmů:
- červené noty: diminuce 2⁄3
- mění na prolatio maior: zde s augmentací minima→semibrevis
- bílé noty: diminuce 1⁄2 (two breves in the time of one)
- proporce „3“: diminuce 1⁄3
- proporce „8⁄9“: osm not v trvání devíti not předešlého taktu